# Кръстьо Асенов
Кръстьо Хаджипетров Асенов, наричан Героят от Постуларе, Даскала от Лешко, Христо от Радовиш, Мечката, Огнениот даскал и Черкеза, е български революционер, ениджевардарски войвода на Вътрешната македоно-одринска революционна организация.

## Биография
Асенов е роден в 1877 година в Сливен. Племенник е на легендарния войвода Хаджи Димитър и по-малък брат на революционера от ВМОРО Йордан Асенов. Завършва гимназия във Варна и става учител. По-късно постъпва във Висшето училище в София. Включва се в борбата за освобождение на Македония и Одринско под влиянието на Гоце Делчев. Запознава се с Яне Сандански, докато учителства в село Лешко. Взема дейна роля в аферата „Мис Стоун“. През 1902 година действа в района по десния бряг на Струма. Струмишкият деец, учителят Васил Драгомиров пише за Асенов:
| „ | Кръстьо Асенов беше много нервозен човек. Той замина за Кукушка околия. Но вечерта преди да замине удари шамар за нищо на един кротък, честен и почтен селянин. Не можах да се стърпя, направих му строга забележка и го накарах да се извини. | “ |

Преди началото на Илинденското въстание в 1903 година е войвода на Кукушката сборна чета и води сражения при Арджанското езеро на 6 юни, където загива Милан Делчев, и при село Постол на 16 юни. Поради зачестилите сражения и големите потери в района се прехвърля в Паяк планина. На Илинден в село Корнишор четите на Кръстьо Асенов от Кукушкия край и ениджевардарските чети на Апостол войвода, Трайко Гьотов и Иван Карасулията се обединяват. Там пред 250 четници става освещаването на знамето.
Кръстьо Асенов решава да обвърже това събитие със сватбата си с Анна Малешевска, дъщеря на Никола Малешевски. Мнозинството от четниците тълкуват това като лошо предзнаменование, но активната подкрепа от войводата Трайко Гьотов неутрализира напрежението. Според дееца на ВМОРО Ангел Динев въпреки това десетарите Гоно Бегинин и Димитър Битраков продължават сплетните, след като Кръстьо Асенов с жена си и куриера Костадин Корнишовски се изтеглят в колиба в балкана. След разменени писма между Асенов, Гьотов и Апостол войвода, те се разбират четниците Костадин Корнишорски, Киро Новоселски и Мицо Големанов да отведат Асенов и жена му при четата, за да продължат бойните действия. По-късно Мицо Големанов застрелва от упор спящия Кръстьо Асенов, както е инструктиран от Гоне Бегинин. След като част от четниците се изтеглят в Гевгелийско се формира съд в лицето на Сава Михайлов, Аргир Манасиев, Стефан Димитров от Битоля, Христо Стоянов Чолака от Маренци, Божил Попстаматов, Трайко Гьотов и Кольо Колищърков. Физическият убиец на Асенов Мицо Големанов е осъден на смърт и присъдата му е изпълнена. Подбудителят Гоно Бегинин е заловен в края на годината в София и смъртната му присъда е препотвърдена, но не е изпълнена по желание на брата на Кръстьо – Йордан Асенов.
Сестрата на Кръстьо Асенов доктор Събка Асенова съхранява част от откупа от аферата „Мис Стоун“ през 1902 година, а братовчедите му Димитър и Иван Асенови са четници при войводата Тома Давидов.
Във фонда на Регионалния исторически музей в Благоевград се съхраняват лични вещи на Кръстьо Асенов.
Христо Силянов пише:
| „ | Чисти въ тѣхнитѣ младежки пориви, неотразимо мили образи изкачатъ отъ задгробното царство на свещенитѣ македонски сѣнки, и добили плъть и кръвь, шествуватъ въ тоя мигъ предъ просълзения ми погледъ... Кръстю Асеновъ отъ Сливенъ, човѣкъ-хала, разнасящъ изъ македонскитѣ села и планини наследеното отъ вуйча си Хаджи Димитра могѫщество на духа... | “ |

Кръстьо Асенов е първообраз на Асен Дъмбев – главният герой на романа на Антон Страшимиров „Роби“.